# Захаренко, Михаил Георгиевич
Михаи́л Гео́ргиевич Заха́ренко (род. 24 марта 1947, с. Шалинское, Манский район, Красноярский край) — российский военно-морской деятель, адмирал (1998).

## Образование
1967—1972 — Тихоокеанское высшее военно-морское училище имени С. О. Макарова 
1977—1978 — Высшие специальные офицерские классы ВМФ 
1984—1986 — Военно-морская академия имени Маршала Советского Союза А. А. Гречко
1990—1992 — Военная академия Генерального штаба Вооружённых сил Российской Федерации

## Биография
1965—1966 — помощник сталевара Красноярского металлургического завода
1966—1967 — матрос Тихоокеанского флота
1972—1974 — командир электронавигационной группы БЧ-1 подводной лодки «К-389»
1974—1976 — командир БЧ-1 подводной лодки  «К-189» 
1976—1977 — помощник командира подводной лодки
1978—1981 — старший помощник командира подводной лодки
1981—1984 — командир подводной лодки
1986—1988 — начальник штаба 45-й дивизии подводных лодок
1988—1990 — командир 45-й дивизии подводных лодок
1992—1994 — 1-й заместитель командующего 2-й флотилией подводных лодок
1994—1996 — командующий  2-й флотилией подводных лодок
ноябрь 1996 — июль 1997 — начальник штаба Тихоокеанского флота 
11 июля 1997 — 19 июля 2001 — командующий Тихоокеанским флотом
19 июля 2001 — 17 июня 2007 — заместитель Главнокомандующего ВМФ
В 2007 уволен в отставку по достижении предельного возраста нахождения на военной службе
Присвоение воинских званий:
- 1990 — контр-адмирал
- 5 мая 1995 — вице-адмирал
- 16 марта 1998 — адмирал

## Награды
- Орден «За военные заслуги»
- Орден «За службу Родине в Вооружённых Силах СССР» 3-й степени
- Медали СССР и РФ